# Electrolux addisoni
Electrolux addisoni – gatunek ryby drętwokształtnej z rodziny Narkidae, jedyny przedstawiciel rodzaju Electrolux, odkryty na wschodnim wybrzeżu Afryki Południowej.
Ciemnobrązowa powierzchnia dysku drętwy pokryta jest bladożółtymi cętkami i ciemnymi, koncentrycznie rozłożonymi pręgami. Na ogonie znajdują się dwie płetwy grzbietowe. Nazwa rodzaju nawiązuje do dobrze rozwiniętych narządów elektrycznych (electro), światła (lux) jakie – zdaniem autorów – rzuca na słabo poznaną różnorodność gatunków zachodniego Oceanu Indyjskiego oraz do sfilmowanej sceny, w której drętwa wessała pokarm, co nasunęło obserwującym skojarzenie z odkurzaczem. Nazwę gatunkową nadano od nazwiska Marka Addisona, który odnalazł holotyp. Ryba była znana ze zdjęć podwodnych wykonanych w 1984. Osiąga długość ok. 50 cm i jest największym przedstawicielem Narkidae. Jest uważana za gatunek endemiczny, a niewielka ilość zgromadzonych materiałów świadczy o małej liczebności populacji.